# Archibaccharis intermedia
Archibaccharis intermedia là một loài thực vật có hoa trong họ Cúc. Loài này được (S.F.Blake) B.L.Turner mô tả khoa học đầu tiên năm 1984.